# West Bend (Wisconsin)
West Bend é uma cidade localizada no estado norte-americano de Wisconsin, no Condado de Washington.

## Demografia
Segundo o censo norte-americano de 2000, a sua população era de 28.152 habitantes.
Em 2006, foi estimada uma população de 29.853, um aumento de 1701 (6.0%).

## Geografia
De acordo com o United States Census Bureau tem uma área de 33,5 km², dos quais 32,9 km² cobertos por terra e 0,6 km² cobertos por água. West Bend localiza-se a aproximadamente 279 m acima do nível do mar.

## Localidades na vizinhança
O diagrama seguinte representa as localidades num raio de 20 km ao redor de West Bend.